# ルビーチョコレート

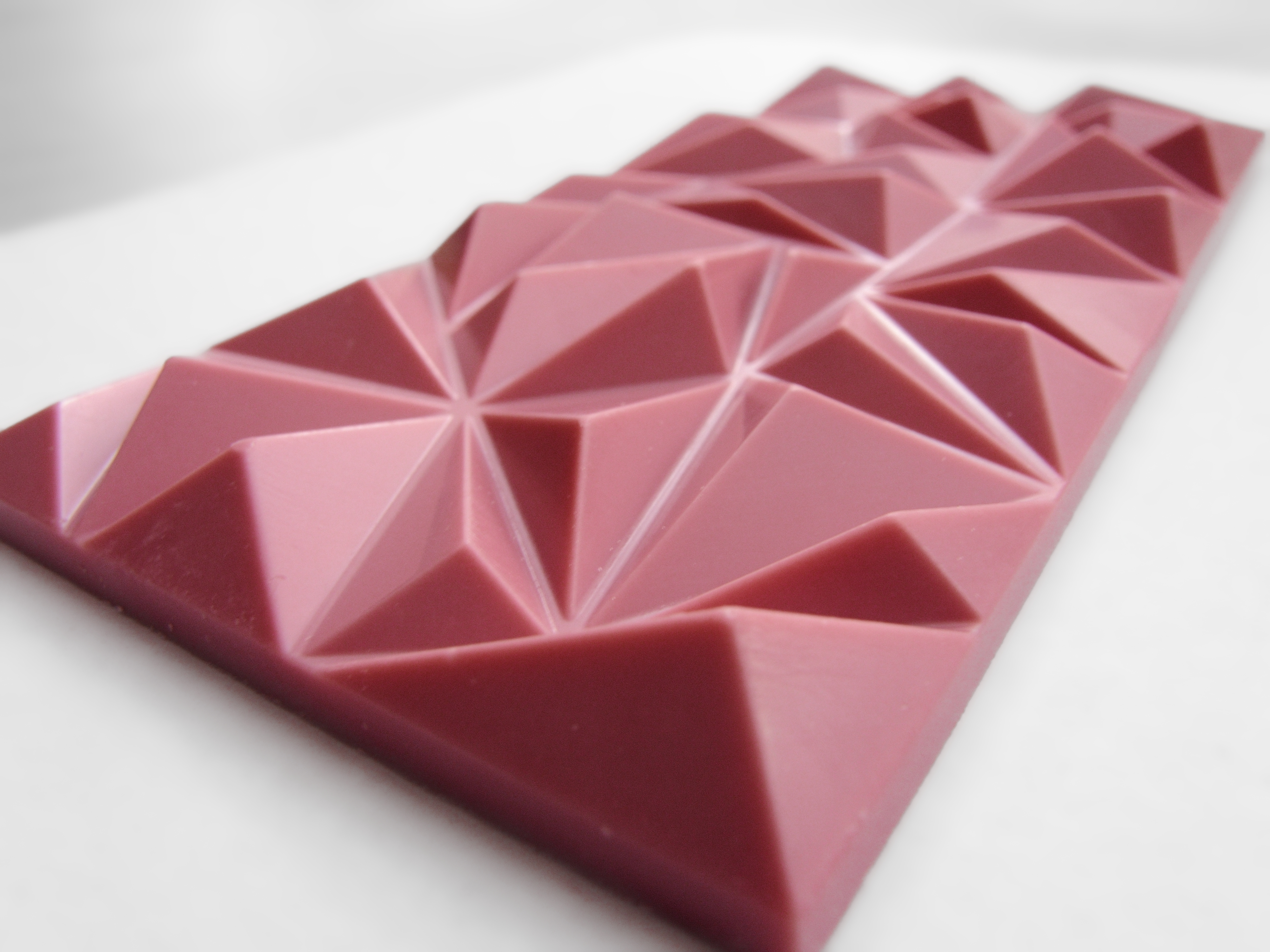
ルビーチョコレート

ルビーチョコレートは、ルビーカカオを原料とするピンク色のチョコレートである。
スイスに本拠を置き、チョコレートの製造・販売を行うバリーカレボーによって10年以上の年月をかけて開発され、2017年9月に発表された。日本では2018年1月に消費者向けの製品が発売されている。
原料となるルビーカカオは、特定の種類や原産国のカカオではなく、特有の色と味わいの元となる天然の前駆体を含有するカカオであり、バリーカレボー独自のノウハウで選別される。ルビーカカオから製造されるルビーチョコレートは、色はピンク色またはルビー色と形容され、味にはベリーのような酸味があることが特徴である一方、従来の他の種類のチョコレートが持つカカオの風味はほとんどない。ブラックチョコレート（ダークチョコレート、ビターチョコレート）、ミルクチョコレート、ホワイトチョコレートに次ぐ4種類目のチョコレートであることから、「第4のチョコレート」とも呼ばれる。
バリーカレボーの日本法人であるバリーカレボージャパン株式会社が2019年2月にインターネットを通じて行った調査によれば、ルビーチョコレートを知っていると回答したのは42％で、食べたことがあると回答したのは5％であった。